# Buky (rejon żytomierski)
Buky (ukr. Буки, pol. hist. Buki) – wieś na Ukrainie, w obwodzie żytomierskim, w rejonie żytomierskim, siedziba administracyjna rady wiejskiej. W 2001 roku liczyła 477 mieszkańców. 
Według danych z 2001 roku 97,5% mieszkańców jako język ojczysty wskazało ukraiński, 2,5% – rosyjski.